# He Guoqiang

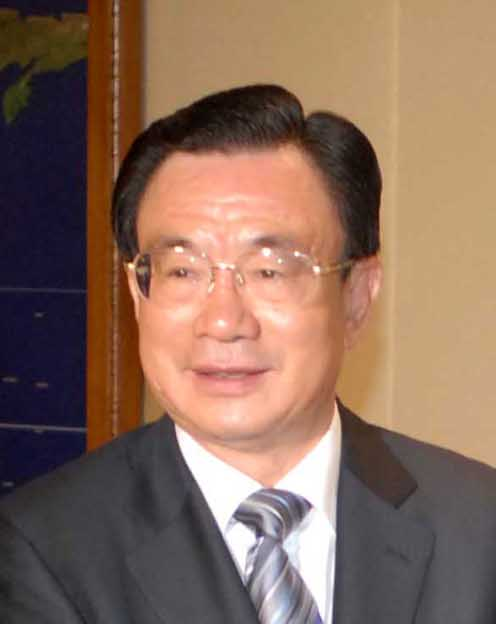
He Guoqiang, 2008

He Guoqiang (chiń. upr. 贺国强; chiń. trad. 賀國強; pinyin Hè Guóqiáng; ur. 1943) – chiński polityk komunistyczny.
Pochodzi z Xiangxiang w prowincji Hunan, należy do grupy etnicznej Han. W 1966 roku ukończył studia na wydziale Inżynierii Chemii Nieorganicznej Pekińskiego Instytutu Inżynierii Chemicznej, w tym samym roku został członkiem Komunistycznej Partii Chin. Pracował w przemyśle chemicznym, zaś w latach 80. XX wieku rozpoczął karierę polityczną w strukturach partyjnych prowincji Shandong. Był członkiem Stałego Komitetu prowincjonalnego komitetu KPCh (1986-1991) i sekretarzem komitetu miejskiego KPCh w Jinan.
Między 1991 a 1996 rokiem pełnił funkcję wiceministra przemysłu chemicznego. W okresie 1996-1999 gubernator prowincji Fujian (do 1997 jako p.o.). Od 1999 do 2002 roku był sekretarzem KPCh w Chongqingu.
W latach 2002–2007 członek Biura Politycznego i Sekretariatu KC KPCh oraz kierownik Wydziału Organizacyjnego KC. W latach 2007–2012 członek Stałego Komitetu Biura Politycznego oraz sekretarz Centralnej Komisji Kontroli Dyscyplinarnej KC KPCh. 
W lipcu 2011 roku przebywał z wizytą w Polsce.